# Fred Haines
Pour les articles homonymes, voir Haines.
Ne doit pas être confondu avec l'artiste peintre canadien Fred S. Haines (en)
Fred Haines, né le 27 février 1936 à Los Angeles, et mort le 4 mai 2008  à Venice, Californie d'un cancer du poumon, est un scénariste, réalisateur et producteur américain.

## Filmographie

### Comme scénariste
- 1967 : Ulysses de Joseph Strick
- 1974 : Le Loup des steppes

### Comme réalisateur
- 1974 : Le Loup des steppes

### Comme producteur
- 1967 : Ulysses de Joseph Strick